# Гай Цилний Прокул
Гай Цилний Прокул (на латински: Gaius Cilnius Proculus) e политик на Римската империя през 1 век.
Фамилията му произлиза от Арециум. През 87 г. е суфектконсул заедно с Луций Нераций Приск.
Неговият син Гай Цилний Прокул e суфектконсул през 100 г.